# Kleophón (költő)
Kleophón (i. e. 4. század) görög költő
Athénben élt és alkotott, a Szuda-lexikon szerint tizenegy tragédiát írt. Különös kifejezésmódját említi Arisztotelész „Poétika” című munkájában. Munkáiban közönséges jellemeket dolgozott fel közönséges, egyszerű nyelvezettel.
Akteón
Amphiaraosz
Akhilleusz
A bacchánsnők
Dexamenosz
Érigoné
Thüestész
Leukipposz
Mandrobulosz
Perszisz
Telephosz